# プルメレント
プルメレント (オランダ語: Purmerend [ˌpʏrməˈrɛnt] ( 音声ファイル))は、オランダの北ホラント州にある基礎自治体（ヘメーンテ）。周囲をベームスター干拓地などのポルダーに囲まれている。ヨーロッパで最も大きな都市圏の一つであるランドスタットの一部。
以前から商業都市として発展してきたものの、人口はなかなか増加していなかった。しかし1960年代に入るとアムステルダムのベッドタウンとしての需要が高まり、人口は約79,000人にまで増加している（2009年現在）。

## 歴史

### 初期
プルメレントはプルメル湖、ベームステル湖、ヴォルメル湖の間に位置するプルメルという小さな漁村の住民によって造られた。プルメルの住民たちはプルメル湖とベームステル湖を繋いだデ・ヴェーレ川の南側の堤防近辺に新たな土地を開拓した。
プルメレントの都市機能の発展は1410年、アムステルダムの裕福な銀行家ヴィレム・エッヘルトによるものであった。彼はウィリアム2世伯爵の許可の下、要塞を築城した。この要塞は1413年に工事は完了し、1741年に破壊されるまで建ち続けていた。
1434年に都市権利を獲得し、1484年4月21日（4月14日という説もある）にエフモント伯ヤン3世によって「marktrechten」(毎週市場を開催できる権利と、通年で市場を開催できる権利)を与えられた。1484年以前は、必要最低限の食品しか売ることが出来なかったが、この権利を得ることによって外から様々な商品を入手することが可能になった。
|  |  |

### 15世紀
1500年迄に、プルメレントは大きな発展を遂げた。この事は地図上からでも理解することが出来る。
しかし、新しく肥沃な土壌は農業と畜産業を発展させプルメレントを再び繁栄させ、その時代の農業の中心地となった。ここで生産されたものは市場で売られ、プルメレント内外から数多くの人が集まった。

### 20世紀
第二次世界大戦中の1940年5月14日、プルメレントはドイツ軍の占領下にあった。占領は5年間にも及んだが1945年5月9日、カナダなどの連合国軍により解放された。

## 地理と気候

### 気温
| Month               | 1月        | 2月        | 3月        | 4月         | 5月         | 6月         | 7月         | 8月         | 9月         | 10月        | 11月       | 12月       | 年間        |
| ------------------- | ---------- | ---------- | ---------- | ----------- | ----------- | ----------- | ----------- | ----------- | ----------- | ----------- | ---------- | ---------- | ----------- |
| 平均最高気温 ℃ (°F) | 5.4 (41.7) | 6.0 (42.8) | 9.2 (48.6) | 12.4 (54.3) | 17.1 (62.8) | 19.2 (66.6) | 21.4 (70.5) | 21.8 (71.2) | 18.4 (65.1) | 14.1 (57.4) | 9.2 (48.6) | 6.5 (43.7) | 13.4 (56.1) |
| 平均最低気温 ℃ (°F) | 0.5 (32.9) | 0.2 (32.4) | 2.4 (36.3) | 4.0 (39.2)  | 7.8 (46.0)  | 10.4 (50.7) | 12.5 (54.5) | 12.3 (54.1) | 10.2 (50.4) | 7.0 (44.6)  | 3.9 (39.0) | 1.9 (35.4) | 6.1 (43.0)  |
| 出典: KNMI          |            |            |            |             |             |             |             |             |             |             |            |            |             |

## 交通機関

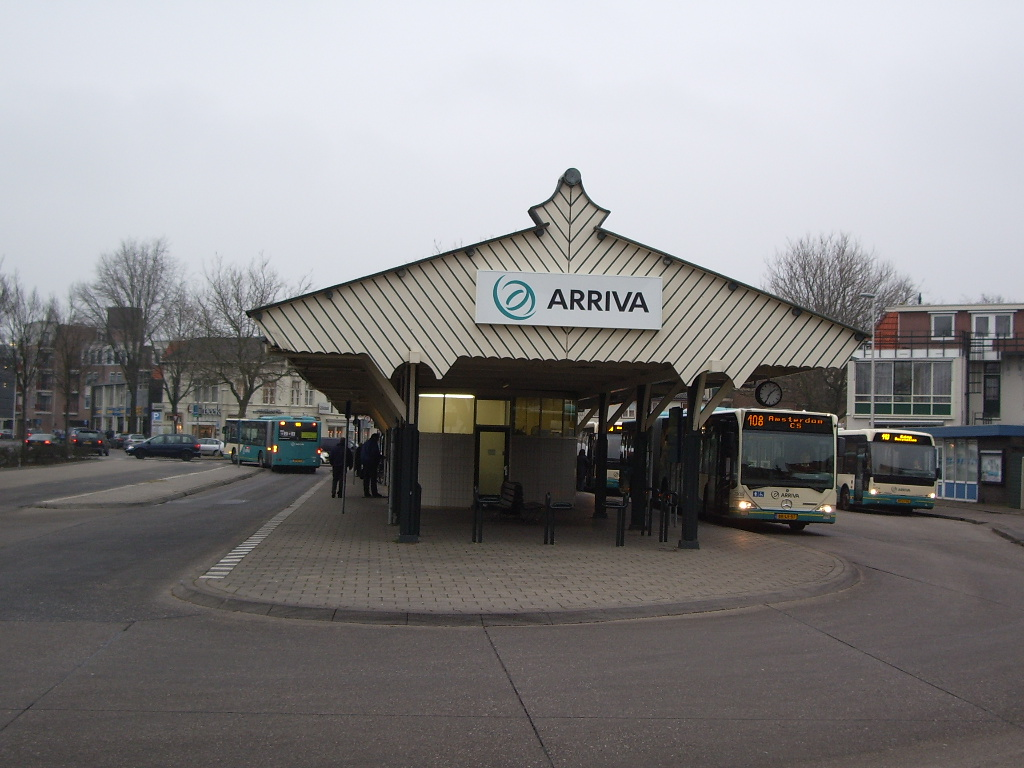
バスターミナル

公共交通機関はバスと鉄道があるが、ほとんどがアムステルダム行きである。
鉄道はザーンダムを経由する。駅は北部、中部、南部にそれぞれ一つずつ置かれている。
プルメレントにあるバスターミナルは「トラムプレイン」（または「トラム・スクウェア」）と呼ばれているが、現在トラムは走っていない。これは以前アムステルダム中央駅からトラムが走っていたが廃線になり、終着駅であったこの場所の名前はそのまま語り継がれたためである。
1951年、事故によって亡くなった故人の為の追悼式が行われた。

## 行政
議席は全部で35席あり、内訳は以下の通りである。
| 政党                   | 議席数 |
| ---------------------- | ------ |
| 労働党                 | 9      |
| 自由民主国民党         | 6      |
| Leefbaar Purmerend     | 5      |
| 社会党                 | 4      |
| キリスト教民主アピール | 3      |
| AOV                    | 3      |
| Stadspartij P'93       | 3      |
| 緑の党                 | 2      |
| 民主66                 | 1      |

## 著名人
- マルト・スタム

## 姉妹都市
- イフラヴァ